# پس‌نام
پس‌نام نام جدیدتری برای چیزی است که قبلاً وجود داشته‌است و برای متمایز کردن شکل یا نسخه‌های اصلی از صورت‌های جدیدتر ساخته شده‌است؛ بنابراین پس‌نام کلمه یا عبارتی است که برای ایجاد تمایز بین دو گونه ساخته شده‌است که تا پیش از این (قبل از ایجاد دو گونه) هیچ توضیحی برای آن‌ها لازم نبوده‌است.
پیشرفت‌های فناوری معمولاً عامل ساختن یا ضرب پس‌نام‌ها هستند. به عنوان مثال اصطلاح «گیتار آکوستیک» وقتی ابداع شد که گیتار الکتریک ظهور کرد و ساعت عقربه‌ای، به این دلیل نتیجه تغییر نام داد که بتوان آن را از ساعت دیجیتال که بعدها اختراع شده بود متمایز کرد.
از موارد پس‌نام در زبان فارسی می‌توان به «مرغ رسمی» و «خیار رسمی» در مقابل «مرغ ماشینی» و «خیار گلخانه‌ای یا بوته‌ای» و همچنین «تلفن ثابت» در مقابل «تلفن همراه» یا «یخچال طبیعی» در مقابل «یخچال برقی» اشاره کرد.